# Манаха
Мана́ха (араб. مناخة‎; англ. Manakhah) — город, иногда пишут деревня, в горах Джебель Хараз на территории мухафазы Сана, Йемен. Административный центр мудирии Манаха и исторический центр горного района Джебель Хараз.

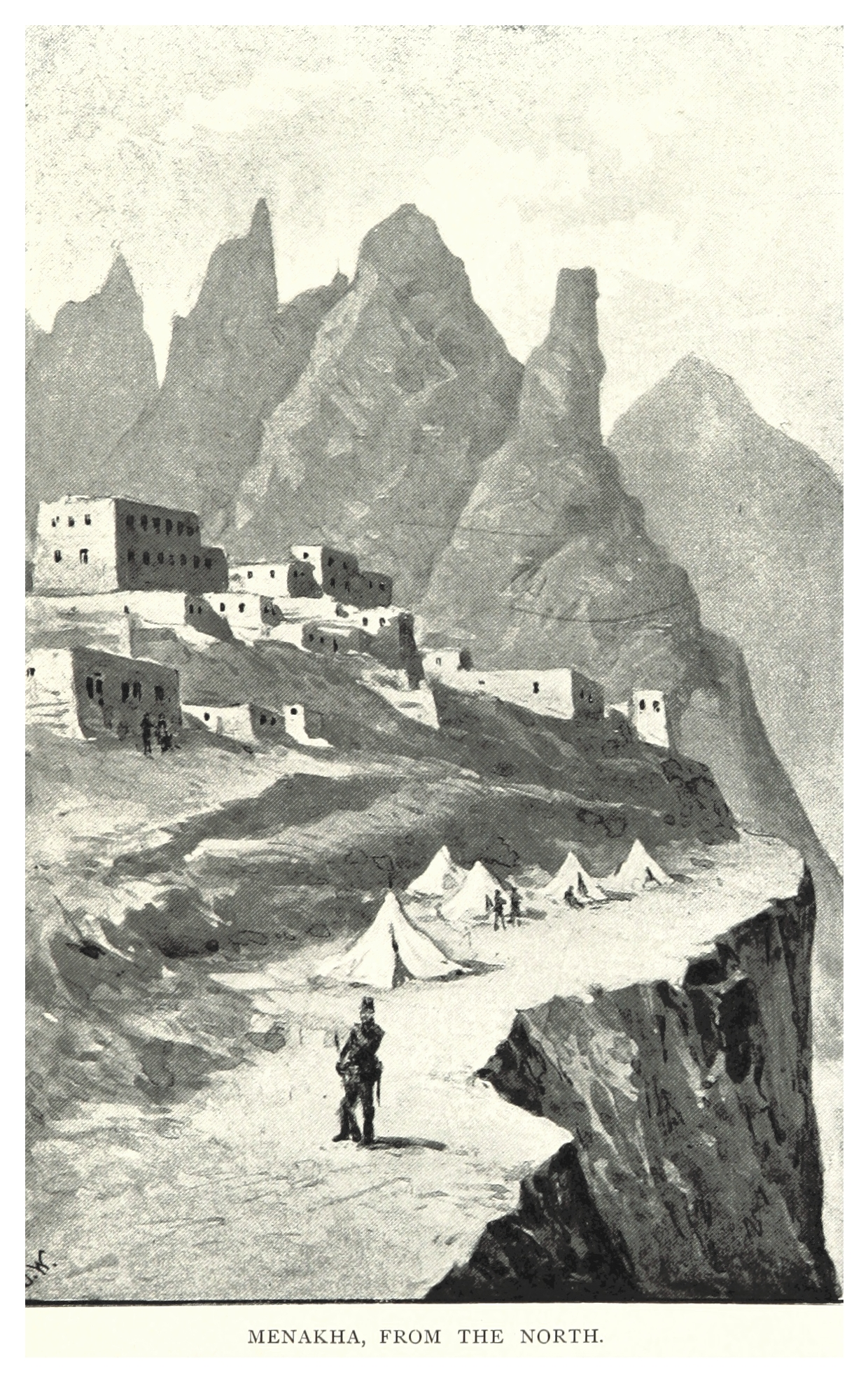
Вид на селение Манаха с севера, во время второй османской оккупации Йемена. 1893 год

## Описание

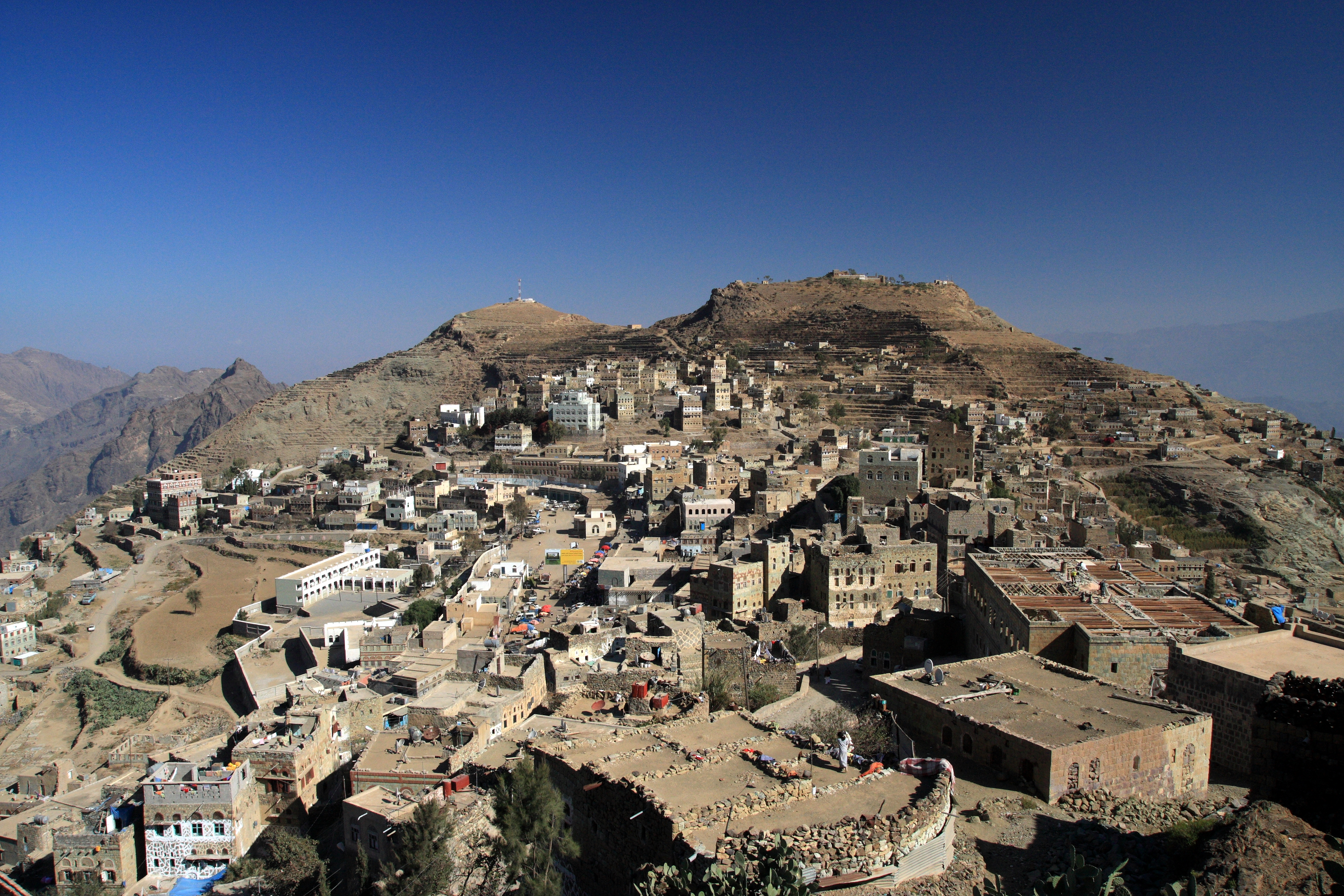
Манаха

Город расположен на вершине скалы и напоминает неприступную крепость, благодаря чему никогда не имел городских стен. Тип застройки и архитектура города сохранились с эпохи Средневековья. Любопытна и интересна схожесть архитектурных элементов и методов строительства присутствующих Среднему Средневековью.

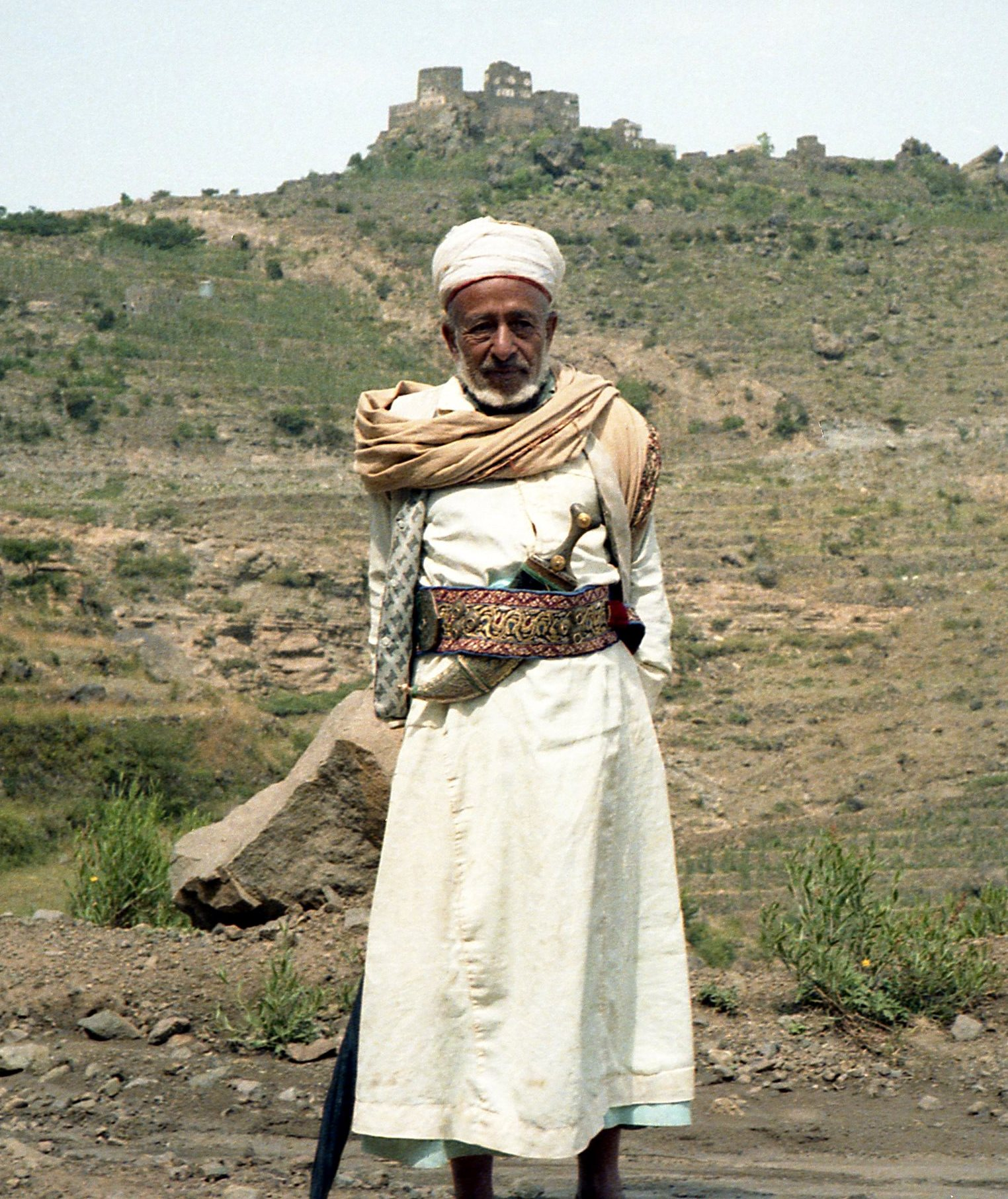
Житель Манахи. Фото 1986 года

Знаменитый рынок Манахи привлекает жителей со всего горного района.
Для туристов Манаха является отправной точкой для пеших прогулок и походов по горам Джебель Хараз.
К западу от города Манаха находится впечатляющая деревня-крепость эль-Хаджера, цитадель которой была заложена в XII веке.